# LAN Airlines
LAN Airlines S.A. (Tidligere LAN Chile. IATA-kode: LA, ICAO-kode:LAN) er et flyselskab fra Chile med hovedkontor i Santiago. Flyselskabet er et af de største i Sydamerika og flyver til 57 destinationer nationalt og internationalt med en flåde på 76 fly. Flyflåden omfatter flytyper som Boeing 737, Boeing 767, Airbus A318, Airbus A319, Airbus A320 og Airbus A340. LAN Chile er medlem i flyselskabs-alliancen Oneworld.

## Historie
LAN Airlines blev grundlagt i 1929 under navnet Línea Aeropostal Santiago-Arica, men ændrede i 1932 navn til LAN Chile (LAN Chile = Línea Aérea Nacional Chile). Selskabet var statsejet frem til 1989, hvor det blev privatiseret, og hvor blandt andet SAS købte sig indflydelse. I 2000 blev LAN Chile medlem af fly-alliancen Oneworld. I 2002 købte LAN Chile sig ind i det peruvianske flyselskab LAN Peru og etablerede samme år selskabet LAN Ecuador. I 2004 skiftede LAN Chile navn til LAN Airlines, og i 2005 etablerede de datterselskabet LAN Argentina.

## Eksterne links
- www.lan.com – officiel website for LAN Airlines